# Walter Kreye
Walter Kreye est un acteur allemand, né le 18 juillet 1942 à Oldenbourg. Il interpréta de 2008 à 2012 le rôle principal de la série télévisée Le Renard.

## Filmographie

### À la télévision
- 1994 : Julie Lescaut, épisode 6, saison 3 : L'enfant témoin, de Bettina Woernle — Rolf Urbach
- 2002-2012 : Le Renard (série TV) - 45 épisodes : Commissaire Rolf Herzog
- 2006 : Au cœur de la tempête (Die Sturmflut) (TV)
- 2009 : Une mère envahissante (Mama kommt!), téléfilm de Isabel Kleefeld : Brückner
- 2017-2020 : Dark : Tronte Nielsen âgé

### Au cinéma
- 1988 : Ein Treffen mit Rimbaud : Paul
- 1991 : Te Rua (en) : Dr. Sattler
- 1992 : Nordkurve : Eberhard Vischering
- 1997 : Sterben ist gesünder : Professor Ewald Kuhn
- 1998 : Solo für Klarinette (de) de Nico Hofmann : Simon Weller
- 2002 : Der Unbestechliche : Gerd Hellinger
- 2004 : Inconscientes : ?
- 2005 : Katze im Sack (de) : Ralf Brockmann
- 2006 : Nichts als Gespenster (de) de Martin Gypkens : Marion's Father
- 2006 : Mondscheinkinder (de) : Dr. Maurer
- 2007 : Autopiloten (cy) : Georg
- 2017 : Les vieux espions vous saluent bien (Kundschafter des Friedens) de Robert Thalheim : Lothar Anschütz
- 2019 : A Gschicht über d'Lieb (de) de Peter Evers :
- 2019 : Das Ende der Wahrheit (de) de Philipp Leinemann : Dr. Vossmeier
- 2020 : Tagundnachtgleiche (de) : Konrad
- 2022 : Rex Gildo - Der letzte Tanz  (de) : Herr Froboess (en post-production)